# ヴィクトリア (砲艦)

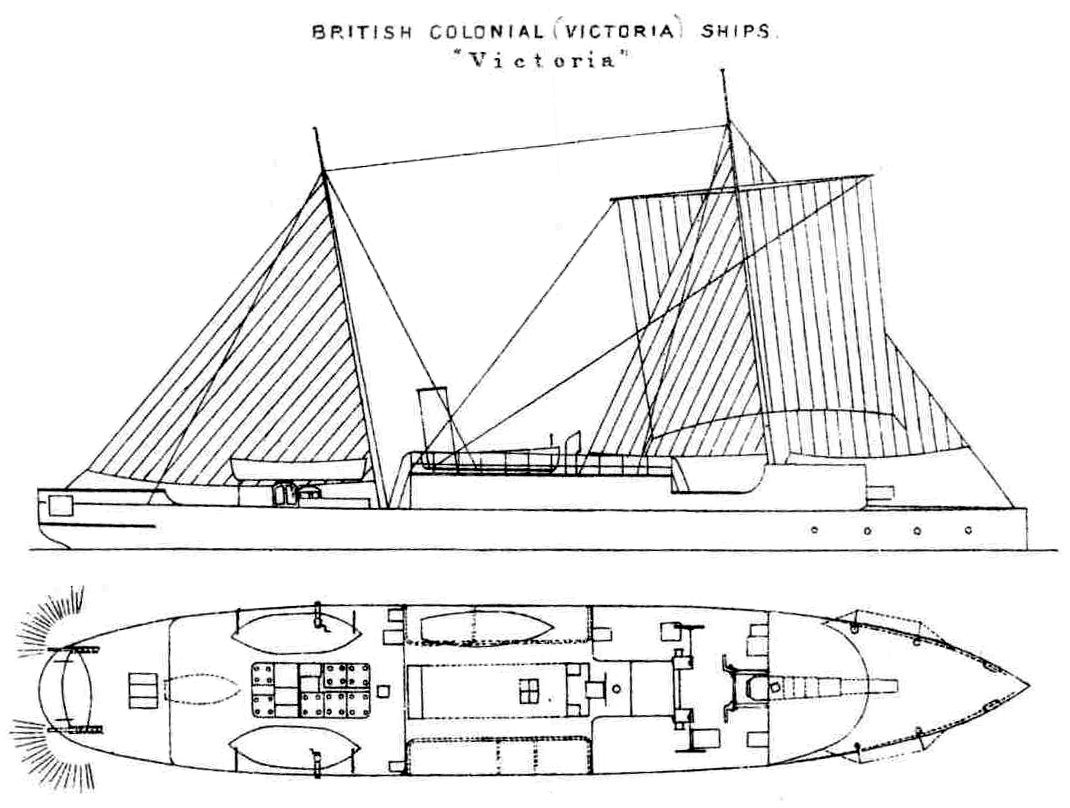
「ヴィクトリア」の図、ブラッセイ海軍年鑑1888年-1889年より

ヴィクトリア（HMVS Victoria）はヴィクトリア植民地の砲艦。
アームストロング・ミッチェル社ロー・ウォーカー造船所で建造。1882年9月30日起工。1883年6月25日進水。1884年1月26日竣工。
排水量511T（tons）、530t（tonnes）、または544T（tons）、全長145フィート、垂線間長140フィート、幅27フィート。機関は複式蒸気機関2基。2軸推進、出力800hpで速力12ノット（公試13ノット）、または807ihpで速力12.58ノット。
兵装は10インチ後装砲1門、12ポンド砲2門とノルデンフェルト機関砲2門で、10インチ砲は射程10000ヤード、12ポンド砲は射程6000ヤードであった。1887年に10インチ砲は新式の8インチ砲に換装され、1888年にノルデンフェルト砲は6ポンド速射砲に換装された。

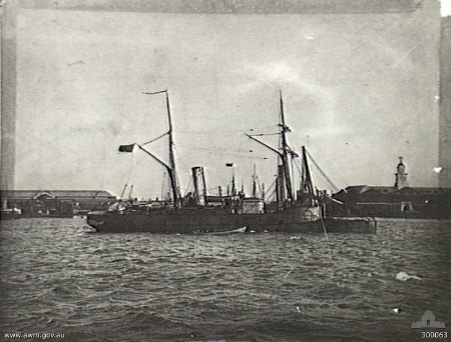
オーストラリアへ向け出発する前の「ヴィクトリア」

「ヴィクトリア」は砲艦「アルバート」とともに1884年2月3日にスピットヘッドへ向かい、2月14日にジブラルタルへ向けて出航。2月26日にはマルタに着き、そこで水雷艇「Childers」が加わった。当時イギリスはスーダンで戦闘中であり、そちらでの使用をヴィクトリア植民地政府が申し出でて3隻はSuakinへ派遣されたが、そこに3月19日に到着した時には3隻は必要とされなくなっていた。6月25日、3隻はポートフィリップ湾に到着した。
「ヴィクトリア」は1895年に係船状態となり、翌年西オーストラリア政府に測量船として売却されて兵装は撤去された。1902年には曳船会社へ売却され、1920年にさらに別のところに売却された。その後Kerosene湾で放置され、1935年以降に解体された。